# كانغ مين كيونغ
كانغ مين كيونغ (بالكورية: 강민경)‏ هي مغنية وممثلة كورية جنوبية. ولدت يوم 3 أغسطس 1990 في غويانغ في كوريا الجنوبية.

## روابط خارجية
- كانغ مين كيونغ على موقع IMDb (الإنجليزية)
- كانغ مين كيونغ على موقع ميوزك برينز (الإنجليزية)
- كانغ مين كيونغ على موقع ديسكوغز (الإنجليزية)